# Bastianpriset
Bastianpriset (norska: Bastianprisen) är ett norskt litteraturpris instiftat 1951. Det delas ut årligen av Norsk Oversetterforening för den bästa översättningen av ett skönlitterärt verk till norska som gjorts föregående år. Priset kan tilldelas endast föreningens medlemmar.
Sedan 1984 delas också priset ut i kategori barn- och ungdomsböcker.

## Pristagare
- 1951 – Helge Simonsen för Eric Linklater: Mitt dårligere jeg
- 1952 – Eli Krog för Doris Lessing: Det synger i gresset
- 1953 – Åke Fen för J.D. Salinger: Hver tar sin...
- 1954 – Nils Lie för Alan Paton: For sent
- 1955 – Leo Strøm för Romain Gary: Dagens farver
- 1956 – Elsa Uhlen för Lev Tolstoj: Legender og fortellinger
- 1957 – Peter Magnus för Kamala Markandaya: Nektar i et såld
- 1958 – André Bjerke för Molière: Misantropen
- 1959 – Odd Bang-Hansen för H.C. Andersen eventyr
- 1960 – Hartvig Kiran för Robert Burns: Dikt i utval
- 1961 – Halldis Moren Vesaas för Jean Racine: Fedra
- 1962 – Trygve Greiff för Lawrence Durrell: Mountolive og Clea
- 1963 – Carl Hambro för Claude Simon: Veien gjennom Flandern
- 1964 – Brikt Jensen för André Gide: Falskmynterne
- 1965 – Sigmund Skard för Vagant-viser
- 1966 – Hans Braarvig för Günter Grass: Hundeår
- 1967 – Åse-Marie Nesse för Wolfgang Hildesheimer: Tynset
- 1968 – Albert Lange Fliflet för Kalevala
- 1969 – Milada Blekastad för Ludvík Vaculík: Øksa
- 1970 – Lotte Holmboe för Siegfried Lenz: Tysktime
- 1971 – Axel Amlie för Vladimir Nabokov: Forsvaret
- 1972 – Ivar Eskeland för William Heinesen: Den gode von
- 1973 – Trond Winje för E.T.A. Hoffmann: Fantastiske fortellinger
- 1974 – Tom Rønnow för Joachim Fest: Hitler
- 1975 – Kjell Risvik för Mario Vargas Llosa: Pantaléon og tjenerinnene
- 1976 – Carl Fredrik Engelstad för Paul Nizan: Antoine Bloyé
- 1977 – Erik Gunnes för Isaac Bashevis Singer: Den usette
- 1978 – Geir Kjetsaa för Nikolaj Gogol: Revisoren
- 1979 – Arne Dørumsgaard för antologi med kinesisk poesi: Fønixfuglen og dragen
- 1980 – Carsten Middelthon för Peter Weiss:Motstandens estetikk
- 1981 – Anne-Lisa Amadou för Marcel Proust: I skyggen av blomstrende piker
- 1982 – Hans Aaraas för Georges Bernanos: Monsieur Ouine
- 1983 – Ole Michael Selberg för Tadeus Rózewicz: Kvitt ekteskap
- 1984 – Knut Ødegård för Thor Vilhjalmsson: Fort, fort, sa fuglen
- 1985 – Herbert Svenkerud för William Trevor: Skjebnens marionetter
- 1986 – Ivar Orgland för Dikt av islandske kvinner fra 1700-tallet til våre dager
- 1987 – Anne Elligers för Simone de Beauvoir: Mandarinene
- 1988 – Camilla Wulfsberg för Pat Barker: Nyttårsbarn
- 1989 – Turid Farbregd för Jaan Kaplinski: Same hav i oss alle
- 1990 – Inger Gjelsvik för Margaret Atwood: Katteøyet
- 1991 – Mona Lange för Emmanuel Dongala: Vindmannen
- 1992 – Aud Greiff för J.M. Coetzee: Jernalder
- 1993 – Karin Gundersen för Stendhal: Kartusianerklosteret i Parma
- 1994 – Merete Alfsen för Virginia Woolf: Orlando
- 1995 – Nils Ivar Agøy för J.R.R. Tolkien: Silmarillion
- 1996 – Kåre Langvik-Johannessen för Jan van Ruusbroec: Det åndelige bryllups smykke
- 1997 – Johannes Gjerdåker för Robert Burns: Dikt og songar i utval
- 1998 – Solveig Schult Ulriksen för Honoré de Balzac: Eugénie Grandet
- 1999 – Christian Rugstad för José Saramago: Det året Ricardo Reis døde
- 2000 – Erik Ringen för Francois Rabelais: Pantagruel
- 2001 – Kari Kemény för Sandor Marai: Glør
- 2002 – Birger Huse för Gustave Flaubert: Madame Bovary
- 2003 – Arne Worren för Miguel de Cervantes: Don Quijote
- 2004 – Dag Heyerdahl Larsen för Patrick O'Brian: Orlogskaptein
- 2005 – Bård Kranstad för João Guimarães Rosa: Den store Sertão
- 2006 – Olav Angell för ”mångårig insats som översättare”
- 2007 – Grete Kleppen för Helène Cixous: Blendverk
- 2008 – Per Qvale för Thomas Mann: Lotte i Weimar
- 2009 – Tom Lotherington för Jonathan Littell: De velvillige
- 2010 – Isak Rogde för Uwe Tellkamp: Tårnet
- 2011 – Knut Ofstad för Cormac McCarthy: Blodmeridianen
- 2012 – Ika Kaminka för Haruki Murakami: 1Q84
- 2013 – Tommy Watz för Alberto Moravia: De likeglade
- 2014 – Eve-Marie Lund för Marlene van Niekerk: Agaat
- 2015 – Oskar Vistdal för Gyrðir Elíasson: Utsyn frå sørglaset
- 2016 – Kristina Solum för Roberto Bolaño: 2666
- 2017: Bjørn Herrman för George Orwell: 1984
- 2018: Mikael Holmberg för Elias Lönnrot: Kalevala
- 2019: Sverre Dahl för Daniel Kehlmann: Tyll
- 2020: Gøril Eldøen för Virginie Despentes: Vernon Subutex
- 2021: Geir Pollen för Anton Tsjekhov: Dama med hunden og andre forteljingar
- 2022: Kirsti Vogt för Bernardine Evaristo: Jente, kvinne, annet

## Pristagare i kategori barn- och ungdomsböcker
- 1984 – Johannes Farestveit och Zinken Hopp för ”en enastående översättargärning”
- 1985 – Siri Ness för Mary Norton: Lånerne til værs
- 1986 – Tor Edvin Dahl för Roald Dahl: Heksene
- 1987 – Kari Skjønsberg för Lloyd Alexander: Katten som sa nei
- 1988 – Tormod Haugen för Patricia MacLachlan: En mor til sommeren
- 1989 – Isak Rogde för Peter Pohl: Janne min venn
- 1990 – Tove Gravem Smedstad för Wilhelm Grimm/Maurice Sendak: Kjære Mili
- 1991 – Mette Newth för Anne Cameron: Barn av sitt folk
- 1992 – Johan Fredrik Grøgaard för Fritz Berliner: Drømmestedet
- 1993 – Jo Giæver Tenfjord för ”en enastående översättargärning”
- 1994 – Lars Vikør för Jan de Zanger: Kvifor sa vi ingenting?
- 1995 – Halldis Moren Vesaas för ”en enastående översättargärning”
- 1996 – Ingen utdelning
- 1997 – Erik Krogstad för Cecilie Eken: Kongebarnet
- 1998 – Jo Ørjasæter för Carolyn Coman: Det Jamie såg
- 1999 – Henning Hagerup för Vikram Seth: Dyriske fabler fra her og der
- 2000 – Torstein Bugge Høverstad för J.K. Rowling: Harry Potter og de vises stein
- 2001 – Gunnel Malmstrøm för ”en enastående översättargärning”
- 2002 – Øystein Rosse för Peter Carey: Den store premien
- 2003 – Tove Bakke för Daniel Pennac: Hund! Hund!
- 2004 – Fartein Døvle Jonassen för David Klass: Du kjenner meg ikke
- 2005 – Guri Vesaas för ”en enastående översättargärning”
- 2006 – Merete Alfsen för William Nicholson: Vindsangeren
- 2007 – Ingen utdelning
- 2008 – Ragnar Hovland för Roald Dahl: Georgs magiske medisin
- 2009 – Kyrre Haugen Bakke för Nick Hornby: Slam
- 2010 – Ingen utdelning
- 2011 – Carina Westberg för Angie Sage: Sirene
- 2012 – Ingen utdelning
- 2013 – Bjørn Herrman för Kenneth Grahame: Det suser i sivet
- 2014 – Eivind Lilleskjæret för Wolfgang Herrndorf: Tschick – adjø, Berlin!
- 2015 – Torleif Sjøgren-Erichsen för Pierce Brown: Rød revolt
- 2016 – Stian Omland för David Arnold: Mygglandet
- 2017: Tiril Broch Aakre för Sarah Crossan: En
- 2018: Nina Aspen för Frida Nilsson: Ishavspirater
- 2019: Kirsti Vogt för Jessica Townsend: Ingenlund: Morrigans forbannelse
- 2020: Kari Bolstad för Johan Theorin: Slaget om Salajak
- 2021: Vibeke Saugestad för Angie Thomas: På vei mot toppen
- 2022: Hilde Stubhaug för Leigh Bardugo: trilogin I lysets makt, Fra asken och Stormangrep